# Park Bo-gum
Park Bo-gum (kor. 박보검, ur. 16 czerwca 1993) – południowokoreański aktor. Zdobył uznanie za różnorodność ról filmowych i telewizyjnych, w szczególności za role w Neoreul gi-eokhae (2015), Eungdaphara 1988 (2015–2016), Gureumi geurin dalbit (2016) i Namjachingu (2018).
Park jest najmłodszym artystą, który został wybrany Aktorem Roku przez Gallup Korea. Jest także pierwszym aktorem, który znalazł się na  znalazł się na liście gwiazd Korea Power Celebrity magazynu Forbes.

## Filmografia

### Film
| Rok  | Tytuł                                           | Rola               |
| ---- | ----------------------------------------------- | ------------------ |
| 2011 | Blind                                           | Min Dong-hyun      |
| 2012 | Cha hyeongsa                                    | młody Cha Chul-soo |
| 2014 | Kkeutkkaji ganda                                | oficer Lee Jin-ho  |
| 2014 | Myeongryang                                     | Bae Soo-bong       |
| 2014 | Twinkle-Twinkle Pitter-Patter (krótkometrażowy) | Jun-woo            |
| 2015 | Chinatown                                       | Park Seok-hyun     |
| 2019 | Seo Bok                                         | Seo Bok            |

### Seriale
| Rok       | Tytuł                                        | Rola                     | Stacja telewizyjna |
| --------- | -------------------------------------------- | ------------------------ | ------------------ |
| 2012      | Hero                                         | Kang Dong-woo            | OCN                |
| 2012      | Drama Special: „Still sajin” (kor. 스틸사진) | młody Kim Hyun-soo       | KBS2               |
| 2012      | Gaksital                                     | Han Min-kyu (odc. 26–28) | KBS2               |
| 2013      | Wonderful Mama                               | Go Young-joon            | SBS                |
| 2014      | Cham joh-eun sijeol                          | młody Kang Dong-seok     | KBS2               |
| 2014      | Nae-ildo cantabile                           | Lee Yoon-hoo             | KBS2               |
| 2015      | Producent                                    | on sam (odc. 9 cameo)    | KBS2               |
| 2015      | Neoreul gi-eokhae                            | Jung Sun-ho/Lee Min      | KBS2               |
| 2015–2016 | Eungdaphara 1988                             | Choi Taek                | tvN                |
| 2016      | Gureumi geurin dalbit                        | Lee Yeong                | KBS2               |
| 2018–2019 | Namjachingu                                  | Kim Jin-hyuk             | tvN                |

### Programy rozrywkowe
| Rok  | Tytuł                      | Stacja telewizyjna | Uwagi          |
| ---- | -------------------------- | ------------------ | -------------- |
| 2016 | Youth Over Flowers: Africa | tvN                | członek obsady |
| 2018 | Hyori's Homestay: Season 2 | JTBC               |                |

Jako prowadzący
| Rok       | Tytuł                            | Stacja telewizyjna | Uwagi                             |
| --------- | -------------------------------- | ------------------ | --------------------------------- |
| 2015-2016 | Music Bank                       | KBS2, KBS World    | razem z Irene                     |
| 2015      | 29. KBS Drama Awards             | KBS2, KBS World    | razem z Jun Hyun-moo, Kim So-hyun |
| 2016      | KBS Song Festival                | KBS2, KBS World    | razem z Kim Seol-hyun             |
| 2016      | 30. KBS Drama Awards             | KBS2, KBS World    | razem z Jun Hyun-moo, Kim Ji-won  |
| 2017      | Music Bank World Tour: Singapore | KBS2, KBS World    | razem z Irene                     |
| 2017      | Music Bank World Tour: Indonesia | KBS2, KBS World    | razem z Irene                     |
| 2017      | 19. Mnet Asian Music Awards      | Mnet, tvN Asia     | W Yokohama Arena                  |
| 2018      | Music Bank World Tour: Chile     | KBS2, KBS World    | W Movistar Arena                  |
| 2018      | 54. Baeksang Arts Awards         | JTBC               | razem z Shin Dong-yup i Bae Suzy  |
| 2018      | Music Bank World Tour: Berlin    | KBS2, KBS World    | razem z Jeon So-mi                |
| 2018      | Music Bank World Tour: Hong Kong | KBS2, KBS World    |                                   |
| 2018      | 2018 MAMA Fans’ Choice in Japan  | Mnet               | W Saitama Super Arena             |
| 2019      | 55. Baeksang Arts Awards         | JTBC               | razem z Shin Dong-yup i Bae Suzy  |